# Estação Primeira de São Leo
Sociedade Recreativa Cultural Estação Primeira de São Leo é uma escola de samba de São Leopoldo, Rio Grande do Sul.

## História
A Estação Primeira de São Leo foi fundada em 17 de março de 2007, pelos integrantes da tradicional Ala do Sol, famosa por desfilar em escolas de samba de São Leopoldo e Porto Alegre. Os participantes da ala sugeriram que quando a mesma completasse 10 anos de existência, eles fundariam uma escola de samba.

## Segmentos

### Presidentes
| Nome             | Mandato        | Ref.  |
| ---------------- | -------------- | ----- |
| Roberto Pinheiro | ? - atualidade | [ 1 ] |

### Casal de Mestre-sala e Porta-bandeira
| Ano       | Nome                             | Ref.  |
| --------- | -------------------------------- | ----- |
| 2008      | João Boff e Cintia Machado       | [ 1 ] |
| 2009      | Everton e Lubianca Gomes         |       |
| 2010-2011 | Oldair e Lubianca Gomes          |       |
| 2012-2014 | Ramão Carvalho e Anelise Lopes   |       |
| 2015-2016 | Evandro Ferraz e Sílvia Barreto  |       |
| 2017-2018 | Evandro Ferraz e Fabiana Almeida |       |
| 2019      | Caio Viana e Ana Marilda Bellos  |       |

## Carnavais
| Ano                                                              | Colocação   | Grupo    | Enredo | Ref.                |
| ---------------------------------------------------------------- | ----------- | -------- | --- | ------------------- |
| 2008                                                             | 4º lugar    | Único    | Com o Pó de Pirlimpimpim, a Turma do Sítio do Pica-pau Amarelo Visita São Leopoldo na Festa do Momo                                   |                     |
| 2009                                                             | Vice-campeã | Único    | Nos Trilhos da Evolução, a Estação Primeira de São Leo Exalta a Nossa História e o Homenageia a Primeira Estação do Rio Grande do Sul | [ 3 ] [ 4 ]         |
| 2010                                                             | Vice-campeã | Único    | De Passo em Passo, a Estação Primeira Declara Independência                                                                           | [ 5 ]               |
| 2011                                                             | Vice-campeã | Único    | Alô! Alô! O papagaio na linha da folia.                                                                                               | [ 6 ] [ 7 ] [ 8 ]   |
| 2012                                                             | 8º lugar    | Único    | O Bravo Índio Capilé | [ 9 ]               |
| 2013                                                             | Campeã      | Acesso   | É água no mar, é maré cheia... azul e branco num conto de areia                                                                       | [ 10 ]              |
| 2014                                                             | Vice-campeã | Especial | Carnaval em Flor | [ 11 ] [ 1 ] [ 12 ] |
| Sem desfile oficial em 2015.                                     |             |          | |                     |
| Desfile participativo em 2016.                                   |             |          | |                     |
| 2017                                                             | Vice-campeã | Único    | Raízes | [ 16 ]              |
| 2018                                                             | 4º lugar    | Único    | Com o Pó de Pirlimpimpim, a Turma do Sítio do Pica-pau Amarelo Visita São Leopoldo na Festa do Momo (reedição 2008)                   |                     |
| 2019                                                             | Campeã      | Único    | Para matar a sede... | [ 17 ] [ 18 ]       |
| 2020 e 2021 não houve desfile por conta da pandemia da Covid-19. |             |          | |                     |
| 2022                                                             | Campeã      | Único    | Um Carnaval das Estrelas |                     |
| 2023                                                             | Campeã      | Único    | Carta Aberta para Uma Nova Era |                     |
| 2024                                                             | 5º lugar    | Único    | De Braços Abertos para o Mundo - São Leopoldo, o Berço do Futuro                                                                      |                     |

### Títulos
- Campeã do Carnaval de São Leopoldo: 2019, 2022, 2023
- Campeã do Grupo de Acesso: 2013